# Dick Turpin (boxe anglaise)
Pour les articles homonymes, voir Turpin.
Cet article concerne un boxeur britannique. Pour le bandit de grand chemin britannique, voir Dick Turpin.
Dick Turpin est un boxeur anglais né le 26 novembre 1920 et mort le 7 juillet 1990. Il est le frère aîné de Randy Turpin.

## Biographie
Dick Turpin naît le 26 novembre 1920 à Royal Leamington Spa en Angleterre. Il est le fils aîné le Lionel Turpin, né en Guyane britannique et ayant rejoint l'Europe pour combattre lors de la Première Guerre mondiale pour la Grande-Bretagne, et Beatrice Turpin (née Whitehouse). Son père Lionel, qui a subi une attaque au gaz lors de la bataille de la Somme, meurt en 1929. Avec ses jeunes frères Jack et Randolph, Dick Turpin est élevé par sa mère et tous les trois boxent.
Dick Turpin fait ses débuts professionnels en mars 1938 à l'âge de 18 ans et s'incline contre Jimmy Griffith. Le 10 mai 1948, il remporte le titre du Commonwealth britannique en mettant KO le Néo-zélandais Bos Murphy (en) en 2 min 55 s. Le 28 juin, Turpin domine Vince Hawkins (en) aux points pour devenir champion britannique des poids moyens.
Dick perd son titre du Commonwealth en septembre 1949 face à l'Australien Dave Sands (en) puis son titre britannique en mars 1950 contre Albert Finch (en). Il prend alors sa retraite sportive et aide ses frère dans les leurs.